# Tamás Kőszegi
Tamás Kőszegi (ur. 1993) – węgierski kierowca wyścigowy.

## Biografia
Karierę rozpoczynał w kartingu. W 2004 roku zdobył mistrzostwo Węgier w kategorii dzieci, zaś dwa lata później został wicemistrzem kraju w kategorii Rok Junior. W 2009 roku zadebiutował Coloni w Węgierskiej Formule 2000. W sezonie 2011 zmienił samochód na Dallarę i po raz pierwszy stanął na podium, zdobywając dwukrotnie drugie miejsce na Hungaroringu. Rok później odniósł pierwsze zwycięstwo w karierze, co miało miejsce na Pannónia-Ringu. W roku 2014 wygrał dwukrotnie, zdobył pięć podiów i zajął trzecie miejsce w klasyfikacji końcowej.

## Wyniki
| Legenda oznaczeń w tabelach wyników Wyświetl szablon na nowej stronie | Legenda oznaczeń w tabelach wyników Wyświetl szablon na nowej stronie                                                                     |
| Oznaczenie                                                            | Wyjaśnienie |
| --------------------------------------------------------------------- | --- |
| Złoty                                                                 | Zwycięzca lub mistrzostwo |
| Srebrny                                                               | 2. miejsce lub wicemistrzostwo |
| Brązowy                                                               | 3. miejsce lub II wicemistrzostwo |
| Zielony                                                               | Ukończył, punktował (w klasyfikacji generalnej, gdy zdobył co najmniej jeden punkt na przestrzeni sezonu, poza trzema powyższymi opcjami) |
| Niebieski                                                             | Ukończył, nie punktował (w klasyfikacji generalnej, gdy nie zdobył co najmniej jednego punktu na przestrzeni sezonu)                      |
| Czerwony                                                              | Nie zakwalifikował się (NZ) |
| Czerwony                                                              | Nie prekwalifikował się (NPK) |
| Różowy                                                                | Nie ukończył (NU) |
| Różowy                                                                | Niesklasyfikowany (NS) (w klasyfikacji generalnej, gdy nie został sklasyfikowany w żadnym wyścigu sezonu)                                 |
| Czarny                                                                | Zdyskwalifikowany (DK) |
| Czarny                                                                | Wykluczony (WYK/EX) |
| Biały                                                                 | Nie wystartował (NW) |
| Biały                                                                 | Kontuzjowany (K/INJ) |
| Biały                                                                 | Wyścig odwołany (OD/C) |
| Bez koloru                                                            | Został wycofany (WYC/WD) |
| Bez koloru                                                            | Nie przybył (NP/DNA) |
| Bez koloru                                                            | Nie brał udziału w treningach (NT/DNP) |
| Bez koloru                                                            | Nie został zgłoszony (–) |
| Pogrubienie                                                           | Start z pole position |
| Kursywa                                                               | Najszybsze okrążenie wyścigu |
| †                                                                     | Nie ukończył, ale jego rezultat został zaliczony ze względu na przejechanie więcej niż 90% dystansu wyścigu.                              |
| *                                                                     | Sezon w trakcie |
| 1/2/3                                                                 | Punktowana pozycja w sprincie kwalifikacyjnym                                                                                             |
| Lista systemów punktacji Formuły 1                                    | |

### Węgierska Formuła 2000
| Rok  | Zespół           | Samochód    | Silnik | Wyniki w poszczególnych eliminacjach | Wyniki w poszczególnych eliminacjach | Wyniki w poszczególnych eliminacjach | Wyniki w poszczególnych eliminacjach | Wyniki w poszczególnych eliminacjach | Wyniki w poszczególnych eliminacjach | Wyniki w poszczególnych eliminacjach | Wyniki w poszczególnych eliminacjach | Wyniki w poszczególnych eliminacjach | Wyniki w poszczególnych eliminacjach | Wyniki w poszczególnych eliminacjach | Wyniki w poszczególnych eliminacjach | Pkt. | Msc. |
| ---- | ---------------- | ----------- | ------ | ------------------------------------ | ------------------------------------ | ------------------------------------ | ------------------------------------ | ------------------------------------ | ------------------------------------ | ------------------------------------ | ------------------------------------ | ------------------------------------ | ------------------------------------ | ------------------------------------ | ------------------------------------ | ---- | ---- |
| 2009 |                  |             |        | Węgry                                | Węgry                                | Węgry                                | Węgry                                | Węgry                                | Węgry                                | Węgry                                | Węgry                                | Węgry                                | Węgry                                |                                      |                                      | 0    | NS   |
| 2009 | Szász Motorsport | Coloni CN98 | Nissan | -                                    | -                                    | -                                    | -                                    | -                                    | -                                    | -                                    | -                                    | 9                                    | 9                                    |                                      |                                      | 0    | NS   |
| 2011 |                  |             |        | Węgry                                | Węgry                                | Słowacja                             | Słowacja                             | Węgry                                | Węgry                                | Słowacja                             | Słowacja                             | Węgry                                | Węgry                                | Węgry                                |                                      | 16   | 6    |
| 2011 | Szász Motorsport | Dallara     |        | -                                    | -                                    | -                                    | -                                    | -                                    | -                                    | -                                    | -                                    | 2                                    | 2                                    |                                      |                                      | 16   | 6    |
| 2012 |                  |             |        | Węgry                                | Węgry                                | Słowacja                             | Słowacja                             | Węgry                                | Węgry                                | Słowacja                             | Słowacja                             | Węgry                                | Węgry                                | Węgry                                |                                      | 15   | 7    |
| 2012 | G-Kart Team      | Dallara WSL | Nissan | NU                                   | NU                                   | -                                    | -                                    | 4                                    | 1                                    | -                                    | -                                    | -                                    | -                                    | -                                    |                                      | 15   | 7    |
| 2013 |                  |             |        | Węgry                                | Węgry                                | Węgry                                | Węgry                                | Słowacja                             | Słowacja                             | Słowacja                             | Słowacja                             | Węgry                                | Węgry                                | Węgry                                |                                      | 12   | 11   |
| 2013 | G-Kart Team      | Dallara WSL | Nissan | -                                    | -                                    | -                                    | -                                    | 3                                    | 3                                    | -                                    | -                                    | -                                    | -                                    | -                                    |                                      | 12   | 11   |
| 2014 |                  |             |        | Węgry                                | Węgry                                | Słowacja                             | Słowacja                             | Węgry                                | Węgry                                | Słowacja                             | Słowacja                             | Węgry                                | Węgry                                | Węgry                                |                                      | 57   | 3    |
| 2014 | G1 Motorsport    | Dallara WL3 |        | 4                                    | 3                                    | NW                                   | 8                                    | 2                                    | 1                                    | 3                                    | 4                                    | 1                                    | 3                                    | NW                                   |                                      | 57   | 3    |
| 2016 |                  |             |        | Węgry                                | Węgry                                | Węgry                                | Węgry                                | Węgry                                | Słowacja                             | Słowacja                             | Czechy                               | Czechy                               | Węgry                                | Węgry                                | Węgry                                | 30   | 6    |
| 2016 | F&F Menedzsment  | Dallara WL3 |        | -                                    | -                                    | -                                    | -                                    | -                                    | 1                                    | NU                                   | 1                                    | 1                                    | -                                    | -                                    | -                                    | 30   | 6    |